# 尺八

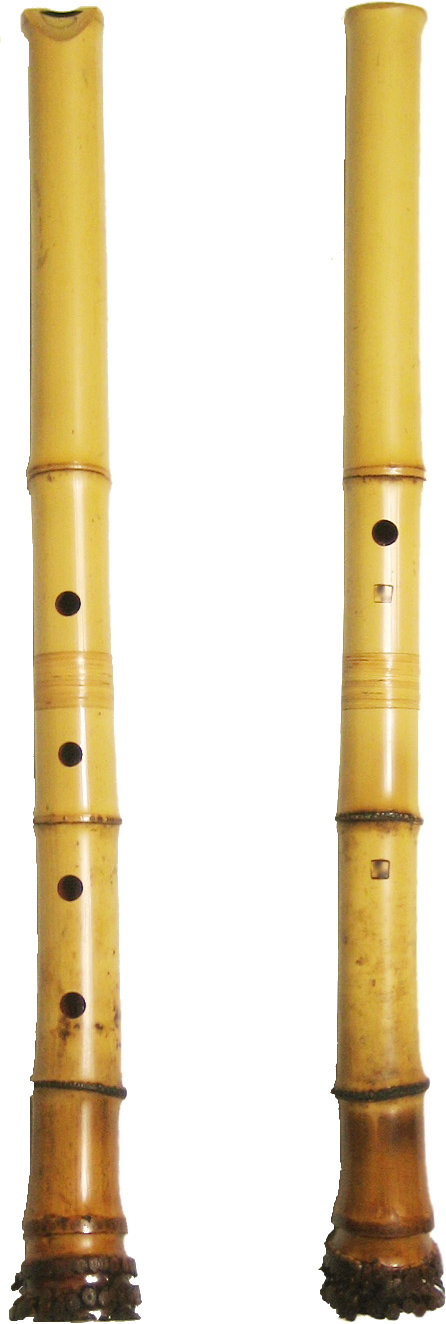
尺八的正面（左）和背面（右）

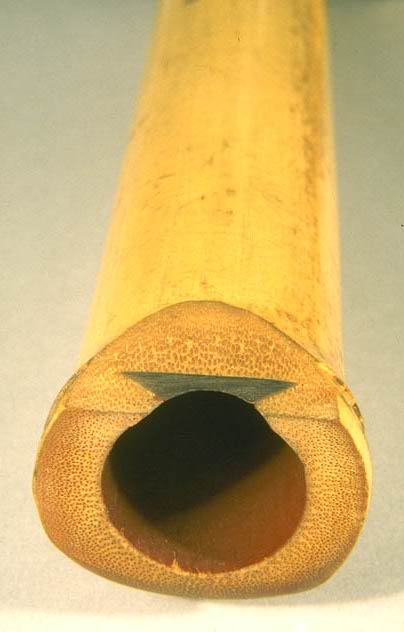
琴古流歌口

尺八原是吴地的一种木管乐器，原产自中国后传入日本。竹制，外切口，五孔（前四后一），属边棱振动气鸣吹管乐器，以管长一尺八寸（约55公分）而得名，其音色苍凉辽阔，又能表现空灵、恬静的意境。古尺八由中國唐朝（日本奈良时代）時开始傳入日本。尺八是竖吹樂器，用于宫廷雅乐的尺八被称为雅乐尺八，而现在所说的尺八一般都指代普化尺八。

## 发展
禅宗和尚曾经前往中国学习尺八的吹奏方法，并且将《虚铃》等的曲目带回了日本，从此有了普化尺八，也就是日本现代尺八的前身。随后，尺八有发展出各种不同的类型，其中普化尺八以演奏宗教音乐为主，三曲尺八则多与筝、三味线一同合奏，具有极高的艺术性。

## 构造
由于长度多为一尺八寸，故名“尺八”，但实际上由于种类繁多，长度并非统一。除了最常用的一尺八寸的以外，其次常用的是一尺六寸（著名作品《春之海》就使用这种）。
由真竹的根部制成。演奏时，通过上部的“歌口”的孔吹气，双手按孔发出各种乐音。正面4个，背面1个指孔。
| 正律       | 筒音（乙ロ） | 別名           |
| ---------- | ------------ | -------------- |
| 一尺一寸管 | A4（黄鐘）   | A管（黄鐘管）  |
| 一尺二寸管 | Ab4（鳧鐘）  | Ab管（鳧鐘管） |
| 一尺三寸管 | G4（双調）   | G管（双調管）  |
| 一尺四寸管 | F#4（下無）  | F#管（下無管） |
| 一尺五寸管 | F4（勝絶）   | F管（勝絶管）  |
| 一尺六寸管 | E4（平調）   | E管（平調管）  |
| 一尺七寸管 | Eb4（断金）  | Eb管（断金管） |
| 一尺八寸管 | D4（壱越）   | D管（壱越管）  |
| 一尺九寸管 | C#4（上無）  | C#管（上無管） |
| 二尺管     | C4（神仙）   | C管（神仙管）  |
| 二尺一寸管 | B3（盤渉）   | B管（盤渉管）  |
| 二尺二寸管 | Bb4（鸞鏡）  | Bb管（鸞鏡管） |
| 二尺三寸管 | A3（黄鐘）   | A管（黄鐘管）  |

## 流派和作品
主要流派有“都山流”和“琴古流”。两个流派的记谱方式略有不同。
在中世时期，主要是筝曲和地歌的曲目改编而来，多与筝和地歌的三味线合奏，成为三曲合奏。
之后产生了专门为尺八创作的曲目，成为"本曲"。除了独奏，还有二重奏等多种形式。
明治时代之后，吸收西洋音乐的元素后，大量的现代曲目被创作演奏。
尺八的名曲有《六段之调》（与筝合奏，八桥检校作曲），《千鸟之曲》（与筝合奏，吉泽检校作曲），《春之海》（现代曲，宫城道雄作曲）等等。

## 音高和记谱
音域略宽于2个八度。

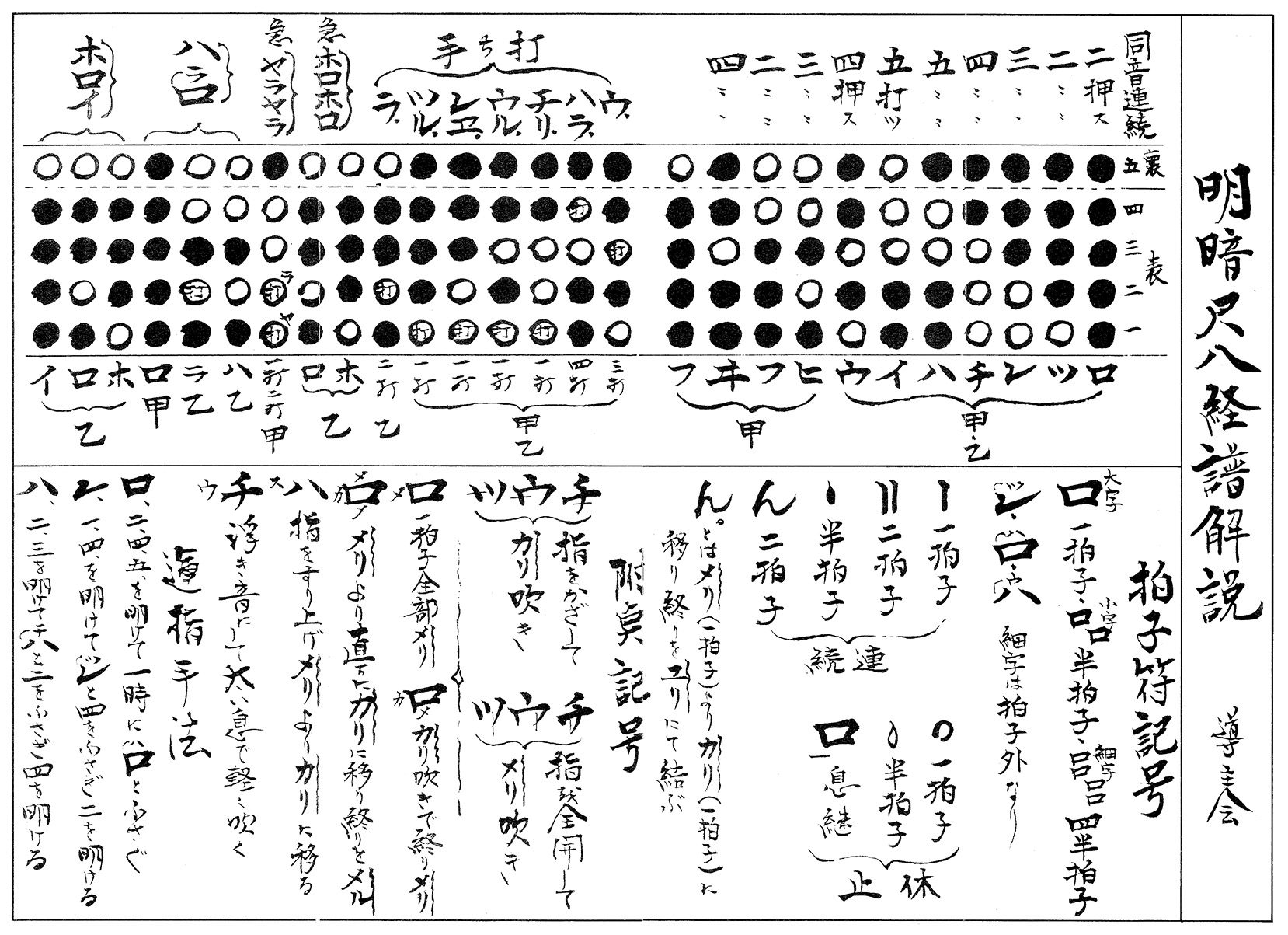
明暗流運指表

常用的乐谱采用日语片假名和汉字夹杂表示音高，加以各种演奏记号，采用传统的直写，而非横写。
对于常用的一尺八寸管，西洋音阶的D,F,G,A分别用日语片假名记为。“都山流”用，“琴古流”用记C音。
| 音（一尺八寸） | 琴古流           | 都山流           |
| -------------- | ---------------- | ---------------- |
| C4（神仙）     | 乙 ロ大          | 乙 (ロ)メ        |
| C#4（上無）    | 乙 ロメ          | 乙 (ロ)          |
| D4（壱越）     | 乙 ロ            | 乙 ロ            |
| Eb4（断金）    | 乙 ツメ          | 乙 (ツ)          |
| E4（平調）     | 乙 ツ中          | 乙 ツメ          |
| F4（勝絶）     | 乙 ツ・レメ      | 乙 ツ・(レ)メ    |
| F#4（下無）    | 乙 レ中          | 乙 (レ)          |
| G4（双調）     | 乙 レ            | 乙 レ            |
| Ab4（鳧鐘）    | 乙 チメ・ウ      | 乙 (チ)・ウ      |
| A4（黄鐘）     | 乙 チ            | 乙 チ            |
| Bb4（鸞鏡）    | 乙 リメ          | 乙 (ハ)          |
| B4（盤渉）     | 乙 リ中          | 乙 ハメ          |
| C5（神仙）     | 乙 リ            | 乙 ハ            |
| C#5（上無）    | 乙 イメ・甲 ロメ | 乙 (ヒ)・甲 (ロ) |
| D5（壱越）     | 乙 イ・甲 ロ     | 乙 ヒ・甲 ロ     |
| Eb5（断金）    | 甲 ツメ          | 甲 (ツ)          |
| E5（平調）     | 甲 ツ中          | 甲 ツメ          |
| F5（勝絶）     | 甲 ツ・レメ      | 甲 ツ・(レ)メ    |
| F#5（下無）    | 甲 レ中          | 甲 (レ)          |
| G5（双調）     | 甲 レ            | 甲 レ            |
| Ab5（鳧鐘）    | 甲 チメ・ウ      | 甲 (チ)・ウ      |
| A5（黄鐘）     | 甲 チ            | 甲 チ            |
| Bb5（鸞鏡）    | 甲 ヒメ          | 甲 (ハ)          |
| B5（盤渉）     | 甲 ヒ中          | 甲 ハメ          |
| C6（神仙）     | 甲 ヒ            | 甲 ハ            |
| C#6（上無）    | 甲 イメ          | 甲 (ヒ)          |
| D6（壱越）     | 甲 イ・ ハ五     | 甲 ヒ・ ピ       |
| Eb6（断金）    | ハ三             | タ               |
| E6（平調）     | ハ四             | 四               |
| F6（勝絶）     | 大甲 ツ          | 大甲 ツ          |
| F#6（下無）    | 大甲 レ中        | 大甲 (レ)        |
| G6（双調）     | 大甲 レ          | 大甲 レ          |
| Ab6（鳧鐘）    | 大甲 チメ        | 大甲 (チ)        |
| A6（黄鐘）     | 大甲 チ          | 大甲 チ          |
| Bb6（鸞鏡）    | 大甲 ヒメ        | 大甲 (ハ)        |
| B6（盤渉）     | 大甲 ヒ中        | 大甲 ハメ        |
| C7（神仙）     | 大甲 ヒ          | 大甲 ハ          |
| C#7（上無）    | 大甲 イメ        | 大甲 (ヒ)        |
| D7（壱越）     | 大甲 ハ五        | 大甲 ピ          |
| Eb7（断金）    | 大甲 ハ三        | 大甲 タ          |
| E7（平調）     | 大甲 ハ四        | 大甲 四          |

## 外部連結
- 台灣尺八協會 （页面存档备份，存于）
- 频伽尺八馆 （页面存档备份，存于）
- 雅集网
- 映月尺八道館 （页面存档备份，存于）
- 尺八缘 （页面存档备份，存于）